# Corpus Christi (Texas)
|  | Per a altres significats, vegeu «Corpus Christi». |

Corpus Christi és una ciutat situada al Comtat de Nueces, a l'estat estatunidenc de Texas. És situada a la vora dreta de la desembocadura del Riu Nueces, a la badia de Corpus Christi.

## Territori
El territori de la ciutat ocupa 1,192.0 km² (460.2 mi²), d'ells 400.5 km² (154.6 mi²) de terra i 791.5 km² (305.6 mi²) d'aigües.

## Població
La població és de 277,454 habitants (697 h/km²). Segons el cens dels EUA del 2000, el 71,62% dels habitants són blancs, el 4,67% són afroamericans, l'1,28% són asiàtics, el 0,64% amerindis nord-americans i el 18,58% d'altres races. Endemés, el 54,33% són hispànics.

## Economia
És el centre d'un territori agrícola (gran producció de cotó), ramader i sobretot miner (petroli i gas natural), amb indústries derivades d'aquestes activitats (indústria tèxtil, alimentària i petroquímica). També disposa d'un port i un aeroport internacional.

## Història
La ciutat fou fundada el 1840, i en els darrers vint anys la seva població ha augmentat enormement.

## Persones il·lustres
- Eva Longoria (1975), actriu.

- Selena Quintanilla (1971), cantant de música texana, actriu i model.
- Farrah Fawcett (1947-2009), actriu.